# Pilocosta oerstedii
Pilocosta oerstedii là một loài thực vật có hoa trong họ Mua. Loài này được (Triana) Almeda & Whiffin miêu tả khoa học đầu tiên năm 1980.